# Borovice Engelmannova
Borovice Engelmannova (Pinus engelmannii) je druh borovice. Nese název podle německo-amerického vědce a botanika George Engelmanna, který tento druh v roce 1848 objevil. Nejčastěji se vyskytuje v Severním Mexiku, v pohoří Sierra Madre Occidental, jehož rozsah sahá jen kousek do Spojených států a Nového Mexika, a v Arizoně.
Roste v podobě stromu, vysokého 20–30 metrů. Má rovný kmen, nepravidelně okrouhlou korunu, borka je tmavě hnědá, později hluboce svraštělá. Větve jsou rovné a vystoupavé, tlusté, světle šedé až do hněda, v dospělosti drsné a tmavé. Pupeny mají tvar vejčitěkuželovitý, mohou být dlouhé až 2 cm a jsou pryskyřičnaté. Jehlice jsou obklopené pochvou, matně zelené, na obou stranách se nachází stomatální pruhy. Vyrůstají po 3, někdy i po 5 ve svazku na konci větve. Patří mezi nejdelší mezi borovicemi, dorůstají 20–40 cm. Samčí šištice jsou 2,5 cm dlouhé, válcovité, žlutohnědé. Samičí šištice bývají zakřivené, mají vejčitý tvar, jsou dlouhé 11–14 cm, světle hnědé a dozrávají 2. rokem. Semena jsou obvejčitá, 8-9 mm dlouhá, mají 2cm křídlo a bývají hnědá až tmavě hnědá.